# КБ-160
КБ-160 (альтернативное обозначение модификаций КБ-401, КБ-402) — модельный ряд башенных кранов 4-й размерной группы (по грузовому моменту), на рельсовом полотне, с поворотной башней переменной высоты и подъёмной (наклонной) стрелой, предназначенных для возведения жилых, промышленных, административных зданий и сооружений высотой до 8 этажей, а также зерновых элеваторов с массой монтируемых элементов до 8 т. Краны данного модельного ряда используют основные узлы, общие с другими кранами той же размерной группы (в частности с кранами модельного ряда КБк-160.2 /КБ-403/).

## Описание
Краны выпускались:
- КБ-160 отдельных серий на Украине (г. Зугрэс, Донецкая область) на предприятии Министерства энергетики и электрификации СССР — Зуевский энергомеханический завод (сокр. ЗЭМЗ) с 1972 года.
- Модели кранов КБ-401 (КБ-160.2) и КБ-402 (КБ-160.4), КБ-403 (КБк-160.2) — производились и в России, на заводе НКСМ (ныне Нязепетровский краностроительный завод) с 1967 года.
- Модифицированная серия базовых кранов КБ-403 (КБк-160.2), оснащённых не подъёмной, а балочной стрелой с грузовой тележкой, а также его модификация — с литерой 403А в СССР производилась также на Нязепетровском Заводе Строительных Машин (ныне Нязепетровский краностроительный завод) и других заводах России (например, Московский завод Московского «ПО Строймаш»). В настоящее время на том же заводе выпускается обновлённый кран следующей серии — КБ-403Б.

## Модификации
Выпускались модели с подъёмной стрелой следующих видов (по конструкции башни):

### Телескопической конструкции
- КБ-160.1[1]
- КБ-160.1М[1]

### Решётчатой конструкции
- КБ-401 (КБ-160.2) — кран грузоподъёмностью 8 т, предназначен для строительства жилых и гражданских зданий высотой до 16 этажей. Имеет два исполнения. В обычном в зимнее время может работать при температуре до −25 °C. При использовании в гидротолкателях тормозов жидкостей специальных марок (ПГ-271 и АМГ-10) кран может работать при более низкой температуре (до −40 °C). Грузовые характеристики зависят от числа секций (до 5 штук) и ветрового района)[1].

Выпускались три модификации модели:
1. КБ-401А[2].
2. КБ-401Б[2]
3. КБ-401В[2]

- КБ-160.2ХЛ — в северном исполнении и предназначен для возведения зданий высотой до 14 этажей в районах с температурой до −60 °C. Металлоконструкции крана изготовлены из морозостойкой стали. Резинотехнические изделия, электрооборудование и кабели применены северного исполнения. Кожухи тормозов выполнены с защитой от снега. Кабина управления крана имеет усиленный обогрев и теплоизоляцию. В нерабочем состоянии кран закрепляется на специальной стояночной площадке)[1],[2].

- КБ-402 (КБ-160.4) — предназначен для строительства жилых и гражданских зданий высотой до 16 этажей, зерновых элеваторов и других сооружений. Стрела оснащается съёмным гуськом. Имеет грузоподъёмность 3 т. Без гуська работает как модель КБ-401 и имеет грузоподъёмность 8 т).[1], Выпускались модификации этой модели:

Выпускались модификации базовой модели с подъёмной стрелой:
1. Кран КБ-402А[2]
2. Кран КБ-402Б[2]

- Стреловые модификации базовой модели КБ-160 с индексами КС и КБ — предназначены для возведения нулевых циклов зданий. Заводские и переделанные из башенных (в случае когда кран уже не может использоваться в качестве башенного — производится органами Госгортехнадзора).

- Наряду с выпуском указанных выше кранов с подъёмной стрелой, выпускались краны с балочной стрелой КБ-403 (КБк-160.2), которая оснащалась грузовой тележкой. Позднее краны КБ-403 (КБк-160.2) были модернизированы и появились улучшенные с индексом-литерой А — КБ-403А (КБк-160.2А)[1].

## Технические характеристики
Характеристики крана приведены в карточке. Пример таблички крана: 
Ниже приведены основные этапы способы монтажа, демонтажа, наращивания и транспортировки кранов с решётчатой конструкцией.

## Описание конструкции
Краны серии КБ-160 и КБ-402 имеют базу 6 м. Стрела крана, а также все несущие конструкции сделаны из металлических труб в виде решётчатой конструкции и соединяются между собой с помощью фланцевых соединений.. Конструктивно состоят из:

### Поворотная платформа и поворотный механизм
Выполнена в виде плоской конструкции. На платформу устанавливается портал. В передней части сверху находятся проушины опорного шарнира. Сбоку находятся шкафы с электрическим оборудованием крана (командоконтроллеры, пускатели и пр.). Сзади к поперечной балке приварены тяги для крепления нижней обоймы стрелового полиспаста. На поперечной балке при монтаже крана укладываются главные плиты балласта (30 т). К продольным балкам крепятся раскосы и стойки, которые вместе образуют двухногую стойку. К этой стойке шарнирно присоединены рабочие подкосы, служащие для удержания башни в вертикальном положении. На платформе также находятся основные механизмы крана — механизм поворота, грузовая и стреловая лебёдки. По бокам стальными тяговыми шпильками крепятся два блока противовеса. Платформа опирается на ходовую раму с поворотными опорами (имеет в рабочем положении Х-образную форму) и соединяется с ней при помощи поворотного механизма, называемого опорно-поворотным устройством (сокр. ОПУ). Поворотный механизм на базовой модели крана КБ-160 выглядит как роликовый круг (в два ряда).
В более поздних кранах изменена конструкция поворотного механизма — на башенном кране КБ-402 и КБ-403 он выглядит как роликовый круг (в один ряд) диаметром 2500 мм.

### Ходовая рама с поворотными флюгерами
На ходовой раме прикреплены четыре поворотные опоры-флюгеры с креплениями под тележки крана. Поворотные опоры-флюгеры фиксируются в двух положениях — рабочем и транспортном (рабочее — крепление к опорным тележкам, транспортное — крепление к опорной базе). КБ-160 опирается на четыре двухколёсных опорных тележки (применяются унифицированные тележки для кранов с грузовым моментом до 200 т•м), две из которых являются ведущими, так как имеют электропривод. Для крана используются рельсы типа Р-43 или Р-50. Могут использоваться как прямые, так и рельсы с закруглением. Основные отличия — в расположении ведущих тележек (при прямых рельсах — одностороннее, во втором случае — ведущие тележки ставятся на внешнем относительно центра закругления рельсе).

### Портал
Портал крана имеет 4-х гранную конструкцию, которая сверху и снизу открыта для прохода секций башни. На поворотной платформе портал крепится на ферме шпренгельной и удерживается при помощи специальных подкосов, имеющих телескопическую конструкцию.

### Башня
Башня крана является поворотной, подращиваемой снизу, переменной высоты (в зависимости от количества установленных инвентарных секций). Содержит макушку башни (оголовок), головную секцию, дополнительные (инвентарные) секции, распорки с блоками. На ней находятся — кабина управления (справа по оси крана), крепления для подъёмной стрелы (спереди). В рабочем положении башня крепится в нижнем ярусе диагональными балками.
Башня КБ-402 отличается количеством инвентарных промежуточных секций, число которых в этой модели увеличено до 7, длиной канатов полиспаста, а также конструкцией головной секции (она разборная и двухсекционная).

### Кабина управления
Кабина управления навешивается на кронштейны, находящиеся на головной секции башни (вблизи шарнира подъёмной стрелы). На модели КБ-160 установлена унифицированная кабина для низких кранов (установка на высоте до 20 м). На кранах КБ-401 и КБ-402 устанавливается унифицированная кабина для высоких кранов (установка на высоте свыше 20 м). Способы крепления аналогичны кабин одинаковы. Отличается от кабины базовой модели более совершенной конструкцией, приспособленной для удобного обзора на большей высоте крана, а также отличается внутренним наполнением и оснащением. Дополнительно может оснащаться кондиционером.

### Подъёмная стрела
Стрела выполнена из трёх частей (секций). Относится к наклонным стрелам. Крепится к головной секции башни. Вылет меняется путём изменения угла наклона к горизонту. На её конце смонтированы специальный ограничитель подъёма крюка (т. н. ОВП), грузовые лебёдки (блоки) и крепления расчала стрелы, который служит для её удержания. Расчал 2-кратно запасован через подъёмную стрелу, далее идёт по схеме: блоки оголовка, распорка и через уравновешивающий блок, установленный на стреловой лебёдке, находящейся на верхней обойме.
Конструкция основной стрелы крана КБ-402 практически идентична КБ-160. Отличается наличием дополнительных креплений и возможностью установки на них (на шарнирах) дополнительной металлоконструкции — гуська длиной 5,6 м, позволяющего увеличить высоту подъёма крана (до 66,5 м), но при этом существенно снижается грузоподъёмность (с 8 т до 2—3 т).

### Крюковая обойма
Крюковая обойма. Представляет собой двухосную подвеску: две щеки, две оси, на которых на шарикоподшипниках установлены блоки, траверсы и крюк.. В кранах КБ-402 и КБ-403, в отличие от КБ-160, дополнительно присутствуют металлические внешние защитные кожухи для блоков крюковой обоймы.

## Монтаж[5]
Для монтажа крана используются собственные механизмы башенного крана и автомобильные краны.
Этапы монтажа:
- Укладка рельсовых путей. На предварительно подготовленную площадку укладывают рельсовые пути со шпалами нужной длины, а по краям рельсов устанавливают ограничители движения;
- Установка поворотной платформы и ходовой рамы на рельсовый путь. Монтаж производится двумя автокранами, один из которых устанавливает платформу (на ходовой раме с поворотных опор снимаются фиксаторы транспортного положения). Вторым автокраном по очереди под крепления поворотных опор устанавливаются опорные тележки на рельсовые пути. Тележки закрепляются в рабочем положении. Затем по бокам поворотной платформы устанавливаются боковые противовесные плиты;
- Установка портала с башней. Состыковывают крепления шпренгельной фермы поворотной платформы с креплениями портала крана. Скрепляют при помощи откидных болтов. Далее на башню монтируют кабину управления и выставляют распорки с блоками на башне. Затем по очереди на поворотную платформу укладывают главные противовесные плиты. К тягам крепления нижней обоймы стрелового полиспаста крепят обойму. Производится запасовка канатов крана и настройка электрооборудования;
- Подъём крана и сборка стрелы. Подъём крана осуществляется собственными механизмами. Установка рабочих подкосов для удержания в вертикальном положении. Сборка стрелы производится с помощью автокрана. После сборки стрелы производится монтаж крюковой обоймы крана и запасовка стреловых канатов (стреловой расчал, грузовой канат). В случае необходимости кран наращивают дополнительными (инвентарными) секциями башни.

Этапы монтажа (демонтажа) КБ-402 идентичны этапам монтажа (и демонтажа) крана КБ-160, за исключением этапа сборки стрелы. Сборка стрелы производится с помощью автокрана[уточнить] грузоподъемностью 14 т. Если необходимо — стрелу дополняют гуськом 5,6 м.

## Наращивание
Наращивание КБ-160 производится следующим образом: роликовая обойма опускается до нижнего уровня портала. Инвентарную секцию башни автомобильным краном устанавливают в портал. Далее выдвигают башню до уровня крана и скрепляют секцию с башней крана. В момент выдвижения башня поддерживается в вертикальном положении при помощи специальной обоймы с роликами, расположенной в верхней части. В процессе подращивания, башню поднимают с помощью полиспаста выдвижения башни, а также направляющих роликов, расположенных на поясах в двух ярусах портала — по восемь роликов в каждом.
Конструкция КБ-402 позволяет устанавливать до семи инвентарных секций. Способ наращивания аналогичен наращиванию кранов: КБ-160, КБк-160.2, серий КБ-403, КБ-408, КБ-503, КБ-504 и их модификаций (т. н. «способ подращивания кранов с поворотной платформой»).

## Демонтаж
При демонтаже кранов все вышеуказанные действия проводятся в обратном порядке, в соответствии с инструкцией по монтажу и Правилами Техники Безопасности. Демонтаж осуществляется при помощи автокранов и собственных механизмов.
Работы по монтажу, демонтажу, наращиванию, а также извлечению секций крана запрещено производить с поднятой стрелой.

## Транспортировка
На ходовой раме крана поворотные флюгеры фиксируют в транспортном положении. Стрелу частично разбирают (оставляют одну секцию), оставшуюся часть стрелы грузят вместе с перевозимой частью крана (башня, головная секция, портал) на транспорт.
Остальные части крана (поворотная платформа с опорной базой, кабина управления, секции стрелы и дополнительные секции башни, плиты балласта, опорные тележки) перевозятся отдельно.
Для транспортировки по шоссейным дорогам, в качестве транспорта используются подкатные тележки или седельный тягач с прицепом-трейлером.
Для перевозки крана необходимо согласование с местными органами ГИБДД (выдача разрешения на проезд, получение автомобиля сопровождения — см. «правила перевозки негабаритных грузов»).

## Применение
Краны этой серии применялись на многих строительных жилых объектах и объектах промышленного назначения СССР — заводов, электростанций: на строительстве первой очереди ЧАЭС ( (недоступная ссылка),  (недоступная ссылка),  (недоступная ссылка)), а также на возведении главных корпусов второй очереди (), города Припять (фотогалерея: , , ) и других объектах различного назначения.

## Происшествия с КБ-401 и КБ-402

### Несчастные случаи
- 18 июля 2009 года в городе Краснодар, на одной из стройплощадок, при перемещении груза (поддона со шлакоблоками) башенным краном КБ-401, произошло падение нескольких блоков. В результате падения блоков один рабочий погиб, двое ранены.

По результатам расследования Северо-Кавказского управления Ростехнадзора, основная причина несчастного случая: «Нарушение производственной инструкции машинистом башенного крана по перемещению груза над встречающимися препятствиями. В числе других причин — нахождение подсобных рабочих в опасной зоне работы башенного крана; снижение контроля со стороны ответственных лиц за выполнением крановщиками, стропальщиками и подсобными рабочими производственных инструкций. Должностные лица, ответственные за нарушения, явившиеся причинами несчастного случая определены».

### Перегруз
- 20 декабря 2007 года в результате перегруза на одной из строительных площадок, находящейся под контролем Ростехнадзора Ханты-Мансийского Автономного Округа в результате разрушения опоры упал кран КБ-402В.[8]